# Pearce Bailey
Pearce Bailey (1865 – 11 febbraio 1922) è stato un neurologo e psichiatra statunitense.
Dopo aver studiato all'università di Princeton e di Columbia diventò un consulente per molti ospedali di New York e con Joseph Collins e Joseph Fraenkel fondò il Neurological Institute of New York. Fu nominato professore associato di neurologia alla Colombia. Con l'entrata degli Stati Uniti nella prima guerra mondiale, fu nominato capo della divisione di neurologia e psichiatria dell'esercito con il grado di colonnello. Il suo maggior sforzo in campo letterario è stata la traduzione del Atlas and Epitome of Diseases Caused by Accident (1900)